# Aoi Nakajima
Aoi Nakajima (japanisch 中島 葵; * 20. September 1945 in Nihongicho, Kumamoto, Japanisches Kaiserreich; † 16. Mai 1991 in Japan) war eine japanische Schauspielerin.

## Leben
Aoi Nakajima wurde 1945 in Kumamoto geboren. Sie war die uneheliche Tochter von Masayuki Mori sowie von Baika Fumiko (1911–2013). Ihre Urgroßväter waren der Geschäftsmann Takeshi Arishima und der Armeegeneral und Baron Mitsuomi Kamio, sein Großvater war der Romanautor Arishima Takeo und ihre Großonkel waren der Maler Arishima Ikuma und der Romanautor Satomi Ton. Sie erfuhr erst im Alter von ihrem Vater.
Im Jahr 1956 trat sie der ABC Asahi Broadcasting Children’s Theater Company bei. Sie besuchte 1958 die Ashiya Women’s Academy Junior High School und schloss die Ashiya Women’s Junior and Senior High School ab. Im Jahr 1961, als sie im ersten Jahr der High School war, lernte sie ihren Vater, Masayuki Mori, kennen und wurde von ihm anerkannt.
Im Jahr 1964 wurde sie als Stipendiatin in die Theaterabteilung des Nihon University College of Art aufgenommen und schrieb sich gleichzeitig am Bungakuza Theater Research Institute ein. 1965 brach sie die Ausbildung ab und 1971 wurde sie Mitglied der Bungakuza. Während dieser Zeit, im Jahr 1970, heiratete sie den Dokumentarfilmregisseur Tetsuro Nunokawa. Sie ließen sich 1972 scheiden. 1973 verließ sie die Bungakuza.
Ihr bekanntester Film war Im Reich der Sinne.
Obwohl sie an Gebärmutterhalskrebs litt, arbeitete sie weiterhin als Schauspielerin. Sie kämpfte gegen die Krankheit, verstarb aber am 16. Mai 1991 im Alter von 45 Jahren und hinterließ ihre Mutter, Umeka Fumiko.

## Filmografie
- 1967: Impasse
- 1973: Tameiki
- 1974: Straße der Lust
- 1976: Im Kloster der heißen Nonnen
- 1976: Im Reich der Sinne
- 1976: Der Voyeur
- 1977: Bondage
- 1977: Nasty Diver
- 1979: Mordgedanken
- 1982: Abschied
- 1990: Dresser